# Polyipnus spinosus
Polyipnus spinosus és una espècie de peix pertanyent a la família dels esternoptíquids.

## Descripció
- Fa 8,5 cm de llargària màxima.[6][7]

## Hàbitat
És un peix marí i bentopelàgic que viu entre 0-500 m de fondària a la plataforma continental.

## Distribució geogràfica
Es troba al Pacífic occidental central: Indonèsia, les illes Filipines i Tailàndia.

## Observacions
És inofensiu per als humans.